# Волосово
Волосово (на руски: Волосово) е град в Русия, административен център на Волосовски район, Ленинградска област. Населението на града към 1 януари 2018 година е 11 987 души.